# Teodoras Daukantas
Teodoras Daukantas, litovski general, * 1884, † 1960.